# Pîremêrd

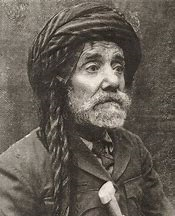
Pîremêrd

Pîremêrd (1868-1950) was een Koerdisch schrijver, muziekmaker, dichter en letterkundige. Zijn echte naam was Tofiq. 
Nadat hij klaar was met zijn studie is hij op reis geweest. Hij heeft over heel Zuid-Koerdistan gereisd. Op 1882 is hij in Sulaymania bevolkingsambtenaar geweest. Op 1895 is hij in Karbala assistent van officier van justitie geweest. In 1889 verhuisde hij naar Istanboel. Doordat hij de Perzische taal goed beheerste, werd hij tot Bey-status (rijkaard) benoemd en aangenomen in de Tweede kamer. 
In Istanboel studeerde hij rechten. In 1907 nam hij actief deel aan een Koerdische vereniging die door sjeik Abdulkadir was gesticht, om voor zijn volk te werken.
In 1909 werd hij door de overheid benoemd tot de gouverneur van Colemerg (Hakkari), en in 1918 werd hij naar Amasya gestuurd. Niet veel later verliet hij Istanboel en keerde terug naar Slemany. Daar hielp hij Huseyin Nizam met het publiceren van “Jin”, krant. Na de dood van Huseyin Nizam, werd hij de eigenaar van de krant. Tot aan zijn dood hield hij zich bezig met het publiceren van deze krant. 
Pîrêmerd heeft in zijn schriften en gedichten het moderne Koerdisch gebruikt en hij heeft ook veel toegevoegd aan de Koerdische letterkunde.
- Gemeinsame Normdatei: 1033191027
- International Standard Name Identifier: 0000 0000 3760 2188
- Library of Congress Control Number: n2004060709
- Système universitaire de documentation: 199568057
- Virtual International Authority File: 16618494
- WorldCat: E39PBJfMmRgkYPpBg7q84Dq4v3